# Mohamed Amine Ben Hmida
Mohamed Amine Ben Hmida (arabe : محمد أمين بن حميدة), né le 15 décembre 1995 à Tunis, est un footballeur tunisien qui joue au poste d'arrière gauche à l'Espérance sportive de Tunis.

## Biographie

### En club
Formé à l'Espérance sportive de Tunis, il est prêté lors de la saison 2016-2017 à l'Olympique de Béja. Il y joue son premier match le 9 septembre contre l'Avenir sportif de Gabès.
En 2019-2020, il fait son retour à Tunis, où il joue son premier match le 1er février 2020 en Ligue des champions contre la Jeunesse sportive de Kabylie au stade du 1er-Novembre-1954.

### En sélection
Il participe avec la Tunisie à la Coupe arabe de la FIFA 2021 au Qatar, jouant tous les matchs comme titulaire. La sélection s'incline en finale contre l'Algérie (0-2) aux prolongations ; il sort durant ce match à la 101e minute pour laisser sa place à Ali Maaloul.
Il fait partie par la suite de la sélection tunisienne qui participe à la CAN 2021. Resté sur le banc contre la Mauritanie, il est testé positif à la Covid-19 le lendemain, ce qui cause son absence pour le reste du tournoi.

## Statistiques
| Saison                | Club                  | Championnat           | Championnat | Championnat | Coupe(s) nationale(s) | Coupe(s) nationale(s) | Supercoupe | Supercoupe | Compétition(s) continentale(s) | Compétition(s) continentale(s) | Compétition(s) continentale(s) | Total | Total |
| Saison                | Club                  | Division              | M.          | B.          | M.                    | B.                    | M.         | B.         | Comp.                          | M.                             | B.                             | M.    | B.    |
| 2016-2017             | Olympique Béja        | 1                     | 9           | 0           | 1                     | 0                     | 0          | 0          | C1                             | 0                              | 0                              | 10    | 0     |
| Sous-total            | Sous-total            | Sous-total            | 9           | 0           | 1                     | 0                     | 0          | 0          | -                              | 0                              | 0                              | 10    | 0     |
| 2017-2018             | AS Soliman            | 2                     | 14          | 3           | 0                     | 0                     | 0          | 0          | C1                             | 0                              | 0                              | 14    | 3     |
| 2018-2019             | AS Soliman            | 2                     | 18          | 6           | 2                     | 0                     | 0          | 0          | C1                             | 0                              | 0                              | 20    | 6     |
| Sous-total            | Sous-total            | Sous-total            | 32          | 9           | 2                     | 0                     | 0          | 0          | -                              | 0                              | 0                              | 34    | 9     |
| 2019-2020             | ES Tunis              | 1                     | 5           | 0           | 2                     | 0                     | 0          | 0          | C1+UAFA                        | 1                              | 0                              | 8     | 0     |
| 2020-2021             | ES Tunis              | 1                     | 13          | 0           | 0                     | 0                     | 0          | 0          | C1                             | 8                              | 0                              | 21    | 0     |
| 2021-2022             | ES Tunis              | 1                     | 15          | 0           | 4                     | 0                     | 0          | 0          | C1                             | 7                              | 0                              | 26    | 0     |
| 2022-2023             | ES Tunis              | 1                     | 27          | 2           | 4                     | 0                     | 0          | 0          | C1                             | 11                             | 0                              | 42    | 2     |
| 2023-2024             | ES Tunis              | 1                     | 17          | 0           | 0                     | 0                     | 0          | 0          | C1+AFL                         | 14+3                           | 0                              | 34    | 0     |
| 2024-2025             | ES Tunis              | 1                     | 28          | 3           | 4                     | 0                     | 1          | 0          | C1+CMC                         | 10+3                           | 0                              | 46    | 3     |
| 2025-2026             | ES Tunis              | 1                     | 2           | 0           | 0                     | 0                     | 1          | 0          | C1                             | 0                              | 0                              | 3     | 0     |
| Sous-total            | Sous-total            | Sous-total            | 110         | 5           | 15                    | 0                     | 2          | 0          | -                              | 57                             | 0                              | 184   | 5     |
| Total sur la carrière | Total sur la carrière | Total sur la carrière | 148         | 14          | 17                    | 0                     | 2          | 0          | -                              | 57                             | 0                              | 224   | 14    |

## Palmarès
| AS Soliman - Championnat de Tunisie D2 (1) : - Champion : 2019 |  | ES Tunis - Championnat de Tunisie (5) : - Champion : 2020, 2021, 2022, 2024 et 2025 - Coupe de Tunisie (1) : - Vainqueur : 2025 - Supercoupe de Tunisie (3) : - Vainqueur : 2021, 2024, 2025 |  | Tunisie - Coupe arabe de la FIFA 2021 : - Finaliste : 2021 |